# Радиант
Заглавието на тази статия може да бъде сбъркано с радиан.
Радиант на даден метеорен поток е точка или малка област на небосклона, от която привидно, поради ефекта на перспективата, „произлизат“ метеорите за наблюдаващия ги от Земята.
Всеки метеорен поток получава името си от съзвездието, в което се намира радиантът му. Така например Персеидите са метеорен поток, чийто радиант се намира в съзвездието Персей.
Наблюдателят може да види метеор навсякъде по небето, но проследена обратно посоката на движение на метеора ще укаже точката на радианта. Метеор, чието начало не съвпада с известния за даден метеорен поток радиант, се нарича спорадичен метеор и не се счита за част от потока. Важно е да се отбележи, че близките до радианта метеори са къси, а по-далечните по-дълги, а тези, които са в радианта, са стационарни и представляват просто проблясваща точка.
Локализирането на радианта е важен аспект в наблюдението на метеорни потоци. Ако радиантът се намира на нивото или под земния хоризонт, няма да се наблюдава никаква или ще се наблюдава много малка част от метеорния рой. Когато радиантът съвпада със зенита, броят наблюдавани метеори от потока в продължение на един час представлява една от основните характеристики на метеорния поток, наречена зенитно часово число.